# Danger Island (Chagos-Archipel)
Danger Island (dt. etwa Gefahreninsel) ist die am südwestlichsten gelegene Insel der Great Chagos Bank (Große Chagosbank), welche die weltweit ausgedehnteste Atoll-Struktur aufweist. Die Insel gehört geographisch zum Chagos-Archipel und politisch zum Britischen Territorium im Indischen Ozean. Nach einer Einigung im Oktober 2024 soll sie an Mauritius übergeben werden.
Die flache Insel ist etwa 2 km lang, hat eine Fläche von 0,66 km² und ist mit hohen Kokospalmen bewachsen. Der Name ist durch den Umstand entstanden, dass man vor der Insel nur schwer ankern kann. Dadurch war ein Besuch dieser Insel für das Schiff und die Crew immer mit einem Risiko verbunden.
Danger Island wurde nie durchgehend bewohnt. Etwa zwischen 1750 und 1950 wurden gelegentlich Chagossianer, die auf anderen Insel beheimatet waren, nach Danger Island gebracht, um dort Kokosnüsse zu sammeln.